# Sellers (Carolina del Sud)
Sellers è un comune degli Stati Uniti d'America, situato in Carolina del Sud, nella Contea di Marion.